# Quốc Khanh
Quốc Khanh (sinh năm 1984) tên thật là Võ Quốc Khanh, là một ca sĩ, nhạc sĩ người Mỹ gốc Việt hiện đang sinh sống tại Mỹ. Anh từng là một trong những ca sĩ trụ cột của Trung tâm Asia. Vào năm 2015, Quốc Khanh kết hôn với ca sĩ Hoàng Thục Linh và đã sinh bé Vera.

## Cuộc đời và sự nghiệp
Võ Quốc Khanh sinh năm 1984 tại Việt Nam. Cha anh là Võ Thanh Quang - một nhạc sĩ với bút danh Vũ Thanh, tác giả của ca khúc "Đắp Mộ Cuộc Tình", mẹ là Trần Phương Liên.
Năm 1993, anh cùng gia đình sang định cư tại Fort Lauderdale, Florida, Hoa Kỳ. Tại đây anh bắt đầu tự học dương cầm, keyboard, trống, guitar và sáng tác. Thần tượng của anh từ nhỏ là nam ca sĩ - nhạc sĩ Duy Quang.
Quốc Khanh tham gia cuộc thi tìm kiếm tài năng của Trung tâm Asia và đoạt giải nhất Giọng Ca Vàng 2006-2007 và xuất hiện lần đầu trong cuốn Asia 54. Trước đó, anh từng tham gia cuộc thi PBN Talent Shows của Trung tâm Thúy Nga nhưng anh bị loại ở vòng tứ kết. Từ đó đến năm 2016, anh là một trong những ca sĩ chủ lực của trung tâm và đã góp mặt trong hơn 20 kì đại nhạc hội cũng như lưu diễn ở Anh, Úc, Canada. Đồng thời anh cũng tham gia các chương trình trên đài Saigon Broadcasting Television Network (SBTN) của nhạc sĩ Trúc Hồ. Tại đây, anh rất thân thiết với ca sĩ chơi dương cầm Mai Thanh Sơn cả trong công việc và trong cuộc sống
Ngày 30 tháng 7 năm 2015, anh đã kết hôn với ca sĩ Hoàng Thục Linh.
Tháng 11 năm 2016, Quốc Khanh ngừng cộng tác với trung tâm Asia sau cuốn Asia 78 - Tình Yêu & Thân Phận 2016. Từ đó đến nay, anh chỉ còn cộng tác với đài SBTN và hoạt động tự do. Anh cũng đồng sáng lập hãng Motif Music Group và KL Records cùng nhạc sĩ Trúc Sinh, tự làm những sản phẩm âm nhạc cho mình và bạn bè.
Ngoài hoạt động âm nhạc, vợ chồng Quốc Khanh cùng Trúc Đại (em trai nhạc sĩ Trúc Hồ) còn thành lập một công ty phân phối sản phẩm chăm sóc sức khoẻ là Premier Home Shopping.

## Ca khúc tiêu biểu
- Niệm Khúc Cuối hát với Sỹ Phú (Asia 55)
- Nỗi Buồn Còn Lại (Asia 56)
- LK Một Chuyến Bay Đêm hát với Hồ Hoàng Yến (Asia 58)
- Vầng Trăng Tình Yêu hát với Thiên Kim (Asia 59)
- Tình Xuân (Asia 60)
- Trên Đỉnh Mùa Đông hát với Như Quỳnh (Asia 61)
- Căn Gác Lưu Đày & Cõi Buồn (Asia 62)
- Hai Trái Tim Vàng hát với Ánh Minh (Asia 63)
- Bailamos (Asia 64)
- LK Bài Không Tên Số 2 hát với Hồ Hoàng Yến (Asia 65)
- LK Phượng Hoàng hát với Nguyên Khang, Đoàn Phi, Mai Thanh Sơn (Asia 65)
- Áo Anh Sứt Chỉ Đường Tà (Asia 66)
- LK Em Lễ Chùa Này & Chuyện Tình Buồn (Asia 67)
- Đêm Nhớ Về Sài Gòn (Asia 68)
- Còn Nhớ Không Em hát với Thiên Kim (Asia 69)
- Quy Nhơn Đôi Mắt Người Xưa (Asia 70)
- Nhớ Mẹ hát với Cardin & Đan Nguyên & Mai Thanh Sơn & Đoàn Phi & Nguyên Khang (Asia 70)
- Triệu Con Tim (Trúc Hồ) - Trúc Hồ, Lâm Thúy Vân, Lâm Nhật Tiến, Nguyên Khang, Y Phương, Quốc Khanh, Đan Nguyên, Nguyễn Hồng Nhung, Mai Thanh Sơn, Ca Đoàn Ngàn Khơi (Asia 71)
- Bạn Thân (Việt Khang) - Trúc Hồ, Quốc Khanh, Mai Thanh Sơn (Asia 71)
- Duyên Tình hát với Hà Thanh Xuân (Asia 72)
- LK 20-40 - 60 năm cuộc đời hát với Ngọc Anh Vi (Asia 72)
- Living La Vida Loca (Asia 73)
- Trên Bốn Vùng Chiến Thuật hát với Đan Nguyên (Asia 74)
- Cho Đến Cuối Cuộc Đời hát với Hồ Hoàng Yến (Asia 75)
- LK Lam Phương hát với Hoàng Thục Linh (Asia 77)
- Mẹ Ơi (Quốc Khanh Liveshow)
- Mối Tình Thơ (Quốc Khanh Liveshow)
- LK Phượng Hoàng (Quốc Khanh Liveshow)
- Chuyện Tình Mình hát với Nguyễn Hồng Nhung (Quốc Khanh Liveshow)
- Triệu Con Tim hát với Đan Nguyên (Quốc Khanh Liveshow)

## Danh sách album
- CD Vẫn Mong Em Về (2009)
- CD Người Đến Như Cơn Mơ (2010)
- CD Nhớ mẹ (ft. Đan Nguyên) (2011)
- DVD Live show Đêm Quốc Khanh (2011)
- CD Chỉ chừng đó thôi (2011)
- DVD Live show Chuyện tình mình (2013)
- CD Tình yêu sẽ sống mãi (2013)
- CD Hãy yêu nhau đi (ft. Hoàng Thục Linh) (2016)

## Sáng tác
- Mối tình thơ (nhạc Quốc Khanh, lời Vũ Thanh)  [4]
- Chuyện tình mình (nhạc & lời Quốc Khanh)
- Vẫn mong em về (nhạc & lời Quốc Khanh)
- Dưới ánh nắng mặt trời (nhạc & lời Quốc Khanh)
- Một đời hoa (nhạc Quốc Khanh, lời Vũ Thanh)
- Đá vọng phu (nhạc Vũ Thanh - Quốc Khanh, lời Vũ Thanh)

## Các tiết mục trình diễn trên sân khấu

### Trung tâm Asia
| STT | Tiết mục | Thể hiện với | Chương trình | Năm  |
| --- | --- | --- | ------------ | ---- |
| 1   | LK Trúc Hồ: Dòng sông kỷ niệm + Một nửa đời em | Thiên Kim | Asia 54      | 2007 |
| 2   | LK Một ngày Việt Nam & Bước chân Việt Nam (Trầm Tử Thiêng, Trúc Hồ) [Quốc Khanh chỉ xuất hiện minh hoạ]                                                                          | Hợp ca tất cả nghệ sĩ | Asia 54      | 2007 |
| 3   | Niệm khúc cuối (Ngô Thụy Miên) | Sỹ Phú | Asia 55      | 2007 |
| 4   | Tình yêu và tình người (Trúc Hồ) [Quốc Khanh chỉ xuất hiện minh hoạ] | Lâm Nhật Tiến, Nguyễn Hồng Nhung, hợp ca tất cả nghệ sĩ                                                                       | Asia 55      | 2007 |
| 5   | Nỗi buồn còn lại (Diệu Hương) | solo | Asia 56      | 2007 |
| 6   | Thiên thần trong bóng tối (Trúc Hồ) | Diễm Liên, Y Phương, hợp ca tất cả nghệ sĩ                                                                                    | Asia 56      | 2007 |
| 7   | LK Trịnh Công Sơn + Vũ Thành An: Ru ta ngậm ngùi + Ru ta từng ngón xuân nồng + Phôi pha + Bài không tên số 5 + Biển nhớ + Bài không tên số 7                                     | Như Quỳnh, Thiên Kim, Lâm Thuý Vân, Nguyễn Hồng Nhung, Don Hồ                                                                 | Asia 57      | 2008 |
| 8   | Thôi thế thì chia tay (Trúc Hồ) | solo | Asia 57      | 2008 |
| 9   | Tình ca (Phạm Duy) [Quốc Khanh chỉ xuất hiện minh hoạ] | Vũ Khanh | Asia 57      | 2008 |
| 10  | LK Gởi về anh (Đỗ Thu) + Nó và tôi (Song Ngọc, Vọng Châu) + Giờ này anh ở đâu (Khánh Băng) + Có những người anh (Võ Đức Hảo) [Quốc Khanh chỉ xuất hiện minh hoạ]                 | Hợp ca tất cả nghệ sĩ | Asia 58      | 2008 |
| 11  | LK Đêm cuối cùng (Phạm Đình Chương) + Một chuyến bay đêm (Song Ngọc & Hoài Linh)                                                                                                 | Hồ Hoàng Yến | Asia 58      | 2008 |
| 12  | Đáp lời sông núi (Trúc Hồ) | Hợp ca tất cả nghệ sĩ | Asia 58      | 2008 |
| 13  | LK Cơn mưa phùn (Đức Huy) + Tiếng mưa đêm (Đức Huy) + Mùa thu trong mưa (Trường Sa)                                                                                              | Như Quỳnh, Thiên Kim, Lâm Nhật Tiến, Lâm Thuý Vân, Nguyễn Hồng Nhung, Philip Huy, Ánh Minh, Đoàn Phi                          | Asia 59      | 2008 |
| 14  | Vầng trăng tình yêu (Trúc Hồ) | Thiên Kim | Asia 59      | 2008 |
| 15  | LK Vũng lầy của chúng ta, Tình khúc cho em, Cho lần cuối (Lê Uyên Phương) [Quốc Khanh chỉ xuất hiện minh hoạ]                                                                    | Lê Uyên, Phương Thảo, Ngọc Lễ, hợp ca tất cả nghệ sĩ                                                                          | Asia 59      | 2008 |
| 16  | LK Gái xuân (Từ Vũ) + Ca khúc mừng xuân (Văn Phụng) + Xuân họp mặt (Văn Phụng)                                                                                                   | Hợp ca tất cả nghệ sĩ | Asia 60      | 2008 |
| 17  | Đầu xuân lính chúc (Tấn An & Hoài Linh) | Thanh Trúc, Philip Huy, Spencer, Đoàn Phi                                                                                     | Asia 60      | 2008 |
| 18  | Tình xuân (Lê Đức Long) | solo | Asia 60      | 2008 |
| 19  | LK Xuân ca (Phạm Duy) + Đón xuân (Phạm Đình Chương) + Xuân nghệ sĩ hành khúc (Lê Yên)                                                                                            | Bích Vân, Ánh Minh, Thuỳ Hương, hợp ca tất cả nghệ sĩ                                                                         | Asia 60      | 2008 |
| 20  | Trên đỉnh mùa đông (Trần Thiện Thanh) | Như Quỳnh | Asia 61      | 2009 |
| 21  | LK Anh Bằng: Nỗi lòng người đi + Căn nhà ngoại ô + Căn gác lưu đày + Cõi buồn | Lâm Nhật Tiến, Đan Nguyên | Asia 62      | 2009 |
| 22  | Kỳ diệu (Anh Bằng, thơ Nguyên Sa) | Lê Anh Quân | Asia 62      | 2009 |
| 23  | Hai trái tim vàng (Trịnh Lâm Ngân) | Ánh Minh | Asia 63      | 2009 |
| 24  | LK I love her + Love forever (Nhạc ngoại) [Quốc Khanh chỉ đệm guitar] | Trish Thuỳ Trang, Mai Thanh Sơn                                                                                               | Asia 63      | 2009 |
| 25  | Người tình ơi (Trúc Hồ) | solo | Asia 63      | 2009 |
| 26  | Bailamos (Nhạc ngoại, lời Vũ Thanh) | solo | Asia 64      | 2009 |
| 27  | LK Vũ Thành An: Bài không tên số 2 + Bài không tên cuối cùng | Hồ Hoàng Yến | Asia 65      | 2010 |
| 28  | LK Phượng Hoàng: Yêu em (Lê Hựu Hà) + Yêu đời yêu người (Lê Hựu Hà) + Tôi muốn + (Lê Hựu Hà) + Kho tàng của chúng ta (Nguyễn Trung Cang) + Huyền thoại người con gái (Lê Hựu Hà) | Nguyên Khang, Đoàn Phi, Mai Thanh Sơn                                                                                         | Asia 65      | 2010 |
| 29  | Tình yêu và tình người (Trúc Hồ) | Hợp ca tất cả nghệ sĩ | Asia 65      | 2010 |
| 30  | Áo anh sứt chỉ đường tà (Phạm Duy) | solo | Asia 66      | 2010 |
| 31  | Người về (Phạm Duy) [Quốc Khanh chỉ xuất hiện minh hoạ] | Y Phương, hợp ca tất cả nghệ sĩ                                                                                               | Asia 66      | 2010 |
| 32  | LK Bước tình hồng (Nguyễn Trung Cang) + Qua cầu gió bay (Dân ca) [Quốc Khanh chỉ trợ diễn một đoạn]                                                                              | Ánh Minh, Đoàn Phi | Asia 67      | 2011 |
| 33  | LK Phạm Duy: Em lễ chùa này + Chuyện tình buồn | solo | Asia 67      | 2011 |
| 34  | Khúc hát ân tình (Xuân Tiên, lời Song Hương) [Quốc Khanh chỉ xuất hiện minh hoạ]                                                                                                 | Hà Thanh Xuân | Asia 67      | 2011 |
| 35  | Sài Gòn ơi vĩnh biệt (Nam Lộc) [Quốc Khanh chỉ xuất hiện minh hoạ] | Hồ Hoàng Yến, hợp ca tất cả nghệ sĩ                                                                                           | Asia 68      | 2011 |
| 36  | Đêm nhớ về Sài Gòn (Trầm Tử Thiêng) | solo | Asia 68      | 2011 |
| 37  | Việt Nam quê hương ngạo nghễ (Nguyễn Đức Quang) | Hợp ca tất cả nghệ sĩ | Asia 68      | 2011 |
| 38  | LK Việt Khang: Việt Nam tôi đâu + Anh là ai | Đan Nguyên, Lê Quốc Tuấn, Thanh Thuý, Việt Khang (chỉ có giọng hát), Tâm Đoan, Lâm Nhật Tiến, Mai Thanh Sơn, Đoàn Phi, Cardin | Asia 69      | 2012 |
| 39  | Còn nhớ không em (Trúc Hồ) | Thiên Kim | Asia 69      | 2012 |
| 40  | Nhân danh Việt Nam (Trúc Hồ) | Lâm Nhật Tiến, Đan Nguyên, Mai Thanh Sơn, Trúc Hồ, hợp ca tất cả nghệ sĩ                                                      | Asia 69      | 2012 |
| 41  | LK Làng tôi (Chung Quân) + Qui Nhơn đôi mắt người xưa (Vũ Thanh) | Thiên Kim | Asia 70      | 2012 |
| 42  | Nhớ mẹ (Lê Minh Đảo & Đỗ Trọng Huề) | Cardin, Đan Nguyên, Mai Thanh Sơn, Đoàn Phi, Nguyên Khang                                                                     | Asia 70      | 2012 |
| 43  | LK Sài Gòn (Y Vân) + Có những người anh (Võ Đức Hảo) + Anh không chết đâu anh (Trần Thiện Thanh) + Mùa hè rực rỡ (Jason Lâm, Việt Dzũng)                                         | Hợp ca tất cả nghệ sĩ | Asia 71      | 2012 |
| 44  | Triệu con tim (Trúc Hồ) | Lâm Thúy Vân, Lâm Nhật Tiến, Nguyên Khang, Y Phương, Đan Nguyên, Nguyễn Hồng Nhung, Mai Thanh Sơn, Ca đoàn Ngàn Khơi          | Asia 71      | 2012 |
| 45  | Bạn thân (Việt Khang) | Trúc Hồ, Mai Thanh Sơn | Asia 71      | 2012 |
| 46  | Một đời áo mẹ áo em (Trầm Tử Thiêng) | Lâm Nhật Tiến, Diễm Liên, Nguyễn Hồng Nhung, Ca Đoàn Ngàn Khơi, hợp ca tất cả nghệ sĩ                                         | Asia 71      | 2012 |
| 47  | Duyên tình (Y Vân) | Hà Thanh Xuân | Asia 72      | 2013 |
| 48  | LK Y Vân: 20-40 + 60 năm cuộc đời | Ngọc Anh Vi | Asia 72      | 2013 |
| 49  | LK Joy: Touch by touch + Hey hello | Sỹ Đan, Philip Huy | Asia 73      | 2013 |
| 50  | Living la vida loca (Nhạc ngoại, lời Việt Dzũng) | solo | Asia 73      | 2013 |
| 51  | Trên bốn vùng chiến thuật (Trúc Phương) | Đan Nguyên | Asia 74      | 2014 |
| 52  | Tàu đêm năm cũ (Trúc Phương) [Quốc Khanh chỉ trợ diễn một đoạn] | Hoàng Thục Linh | Asia 74      | 2014 |
| 53  | Cho đến cuối cuộc đời (Trúc Hồ) | Hồ Hoàng Yến | Asia 75      | 2014 |
| 54  | Việt Dzũng trong trái tim Việt Nam (Anh Bằng) | Hợp ca tất cả nghệ sĩ | Asia 75      | 2014 |
| 55  | LK Xin đời một nụ cười (Nam Lộc) + Một lần miên viễn xót xa (Nguyễn Đức Thành) + Bước chân Việt Nam (Trầm Tử Thiêng & Trúc Hồ)                                                   | Nguyên Khang, Diễm Liên, hợp ca tất cả nghệ sĩ                                                                                | Asia 76      | 2015 |
| 56  | LK Gặp nhau trên phố (Trịnh Lâm Ngân) & Yêu nhau suốt đời (Trường Hải) | Hà Thanh Xuân | Asia 76      | 2015 |
| 57  | Bên em đang có ta (Trầm Tử Thiêng & Trúc Hồ) [Quốc Khanh chỉ đệm guitar] | Thế Sơn, Thiên Kim | Asia 76      | 2015 |
| 58  | Việt Nam ơi (Trúc Hồ) | Hợp ca tất cả nghệ sĩ | Asia 76      | 2015 |
| 59  | LK Phượng Hoàng: Phiên khúc mùa đông (Lê Hựu Hà) + Mặt trời đen (Nguyễn Trung Cang)                                                                                              | Diễm Liên, Nguyên Khang, Y Phương, Đoàn Phi, Mai Thanh Sơn, Thiên Kim                                                         | Asia 76      | 2015 |
| 60  | Trả lại cho dân (Duy Quốc Nam) | Hợp ca tất cả nghệ sĩ | Asia 76      | 2015 |
| 61  | Nhạc rừng khuya (Lam Phương) | Đặng Thế Luân, Nhật Lâm, Hoàng Anh Thư, Hồng Diễm, Huỳnh Phi Tiễn, Hoàng Thục Linh, Trúc Mi, Thế Sơn                          | Asia 77      | 2015 |
| 62  | LK Ngày em đi (Lam Phương) + Những tâm hồn cô đơn (Anh Bằng) | Nguyên Khang, Lê Quốc Tuấn, Thế Sơn                                                                                           | Asia 77      | 2015 |
| 63  | LK Lam Phương: Duyên kiếp + Cỏ úa | Hoàng Thục Linh | Asia 77      | 2015 |
| 64  | Hãy gấp trang báo và tắt TV (Tuấn Khanh) | Nguyên Khang, Đoàn Phi, Mai Thanh Sơn                                                                                         | Asia 78      | 2016 |
| 65  | Biển Đông (Tuấn Khanh) | solo | Asia 78      | 2016 |
| 66  | Con đường Việt Nam (Tù Nhân Lương Tâm) | Nguyên Khang, Thế Sơn, Mai Thanh Sơn                                                                                          | Asia 78      | 2016 |

#### Chương trình thu hình khác
| STT | Ca khúc                                                                            | Thể hiện với                                                        | Chương trình                 | Năm  |
| --- | ---------------------------------------------------------------------------------- | ------------------------------------------------------------------- | ---------------------------- | ---- |
| 1   | Rêu Phong                                                                          | Quốc Khanh                                                          | Asia Viet Model              | 2008 |
| 2   | LK Giáng Sinh                                                                      | Ánh Minh, Đoàn Phi                                                  | Asia Đêm Giáng Sinh          | 2009 |
| 3   | Feliz Navidad                                                                      | Solo                                                                | Asia Đêm Giáng Sinh          | 2009 |
| 4   | LK Xuân yêu thương (Nhạc ngoại) + Điệp khúc mùa xuân (Quốc Dũng)                   | Thiên Kim, Ánh Minh, Đoàn Phi                                       | Asia Đón Giao Thừa           | 2010 |
| 5   | Hờn anh giận em (Tuấn Lê)                                                          | Ánh Minh                                                            | Asia Đón Giao Thừa           | 2010 |
| 6   | Xuân họp mặt (Văn Phụng)                                                           | Hợp ca tất cả nghệ sĩ                                               | Asia Đón Giao Thừa           | 2010 |
| 7   | Vẫn mong em về (Quốc Khanh)                                                        | solo                                                                | Asia Noel, Noel, Noel        | 2010 |
| 8   | LK Trần Thiện Thanh: Mùa đông của anh + Trên đỉnh mùa đông                         | Mai Thanh Sơn, Đoàn Phi                                             | Asia Noel, Noel, Noel        | 2010 |
| 9   | Silent night - Đêm thánh vô cùng (Nhạc ngoại)                                      | Hợp ca tất cả nghệ sĩ                                               | Asia Noel, Noel, Noel        | 2010 |
| 10  | Phải lên tiếng (Lê Minh Bằng)                                                      | Hợp ca tất cả nghệ sĩ                                               | Asia Golden 1                | 2011 |
| 11  | Mộ đời (Anh Bằng)                                                                  | solo                                                                | Asia Golden 1                | 2011 |
| 12  | Cả nước đấu tranh (Lê Minh Bằng)                                                   | Hợp ca tất cả nghệ sĩ                                               | Asia Golden 1                | 2011 |
| 14  | LK Hòn vọng phu 1 + 3 (Lê Thương)                                                  | Thiên Kim, Hồ Hoàng Yến, Mỹ Huyền, Ca đoàn Ngàn Khơi                | Asia Golden 2                | 2011 |
| 15  | Trên đầu súng (Anh Việt Thu)                                                       | Đan Nguyên                                                          | Asia Golden 2                | 2011 |
| 16  | Đừng sợ hãi (Anh Bằng)                                                             | Hợp ca tất cả nghệ sĩ                                               | Asia Golden 2                | 2011 |
| 17  | Đáp lời sông núi (Trúc Hồ)                                                         | Hợp ca tất cả nghệ sĩ                                               | Asia Golden 2                | 2011 |
| 18  | Thiên thần trong bóng tối (Trúc Hồ)                                                | Nguyên Khang, Mai Thanh Sơn, Đoàn Phi, Thuỳ Hương, Cardin           | Asia Golden 2                | 2011 |
| 19  | Tiếng gọi công dân (Lưu Hữu Phước)                                                 | Hợp ca tất cả nghệ sĩ                                               | Asia Golden 2                | 2011 |
| 20  | LK Trúc Hồ: Trái tim về đâu + Đừng nhắc đến tình yêu                               | solo                                                                | Asia Noel Mùa Tình Yêu       | 2011 |
| 21  | Happy New Year (ABBA) [Quốc Khanh chỉ xuất hiện minh hoạ]                          | Diễm Liên                                                           | Asia Noel Mùa Tình Yêu       | 2011 |
| 22  | Thiên duyên tiền định (Trang Dũng Phương & Nguyên Lễ)                              | Hà Thanh Xuân                                                       | Asia Xuân Hy Vọng            | 2012 |
| 23  | Xuân ca (Phạm Duy)                                                                 | Hợp ca tất cả nghệ sĩ                                               | Asia Xuân Hy Vọng            | 2012 |
| 24  | Mùa đông của anh (Trần Thiện Thanh) [Quốc Khanh chỉ đệm guitar]                    | Thiên Kim                                                           | Asia Niềm Vui Mùa Giáng Sinh | 2012 |
| 25  | LK Tuyết rơi (Nhạc ngoại, lời Phạm Duy) + Kiếp đam mê (Duy Quang)                  | Hồ Hoàng Yến                                                        | Asia Niềm Vui Mùa Giáng Sinh | 2012 |
| 26  | Mẹ tình yêu (Trúc Hồ)                                                              | Hợp ca tất cả nghệ sĩ                                               | Asia Niềm Vui Mùa Giáng Sinh | 2012 |
| 27  | Quân lệnh cuối cùng (Việt Dzũng)                                                   | Lâm Nhật Tiến, Nguyễn Hồng Nhung, Philip Huy, hợp ca tất cả nghệ sĩ | Asia Golden 3                | 2013 |
| 28  | Một lần đi (Nguyệt Ánh) [Quốc Khanh chỉ đệm guitar]                                | Đan Nguyên                                                          | Asia Golden 3                | 2013 |
| 29  | Một chút quà cho quê hương (Việt Dzũng)                                            | solo                                                                | Asia Golden 3                | 2013 |
| 30  | Hát cho ngày Sài Gòn quật khởi (Nguyệt Ánh)                                        | Hợp ca tất cả nghệ sĩ                                               | Asia Golden 3                | 2013 |
| 31  | LK Xuân trong rừng thẳm (Trần Anh Mai) + Đầu xuân lính chúc (Tấn An & Hoài Linh)   | Mai Thanh Sơn, Đoàn Phi                                             | ASIA Liên Khúc Mùa Xuân      | 2015 |
| 32  | LK Mùa xuân của mẹ (Trịnh Lâm Ngân) + Rước xuân về nhà (Nhật Ngân)                 | Hoàng Thục Linh, Đặng Thế Luân                                      | ASIA Liên Khúc Mùa Xuân      | 2015 |
| 32  | LK Xuân ca (Phạm Duy) + Xuân họp mặt (Văn Phụng) + Xuân nghệ sĩ hành khúc (Lê Yên) | Hợp ca tất cả nghệ sĩ                                               | ASIA Liên Khúc Mùa Xuân      | 2015 |
| 33  | Đón xuân (Phạm Đình Chương)                                                        | Nguyên Khang, Thế Sơn, Mai Thanh Sơn                                | ASIA Mừng Xuân               | 2016 |
| 34  | Nhịp bước tình yêu (Nhạc ngoại, lời Vũ Thanh)                                      | solo                                                                | ASIA Mừng Xuân               | 2016 |
| 35  | Điệp khúc mùa xuân (Quốc Dũng) [Quốc Khanh chỉ đệm guitar]                         | Nguyên Khang                                                        | ASIA Mừng Xuân               | 2016 |
| 36  | Lắng nghe mùa xuân về (Dương Thụ) [Quốc Khanh chỉ đệm guitar]                      | Đoàn Phi                                                            | ASIA Mừng Xuân               | 2016 |
| 37  | Xuân họp mặt (Văn Phụng) [Quốc Khanh chỉ đánh trống]                               | Hợp ca tất cả nghệ sĩ                                               | ASIA Mừng Xuân               | 2016 |

### Liveshow và SBTN
| STT | Tiết mục | Thể hiện với                                                                            | Chương trình                                               | Năm  |
| --- | --- | --------------------------------------------------------------------------------------- | ---------------------------------------------------------- | ---- |
| 1   | Trả nợ tình xa (Tuấn Khanh)                                                                                   | Thiên Kim                                                                               | Liveshow TK Anh còn nợ em (Asia)                           | 2008 |
| 2   | Tình yêu và tình người (Trúc Hồ)                                                                              | Thiên Kim                                                                               | Liveshow TK Anh còn nợ em (Asia)                           | 2008 |
| 3   | Thương nhau ngày mưa (Nguyễn Trung Cang)                                                                      | Nguyên Khang, Tiến Dũng, Mai Thanh Sơn                                                  | Liveshow NK Mưa trên hạnh phúc tôi (Asia & NK Production)  | 2010 |
| 4   | LK Diệu Hương: Phiến đá sầu + Khắc khoải + Nỗi buồn còn lại                                                   | Nguyên Khang                                                                            | Liveshow NK Mưa trên hạnh phúc tôi (Asia & NK Production)  | 2010 |
| 5   | Sẽ hơn bao giờ hết (Trúc Hồ)                                                                                  | Nguyên Khang, Tiến Dũng, Mai Thanh Sơn                                                  | Liveshow NK Mưa trên hạnh phúc tôi (Asia & NK Production)  | 2010 |
| 6   | Say (Giao Tiên & Y Vũ)                                                                                        | Đan Nguyên                                                                              | Liveshow ĐN Tình như mây khói (Asia)                       | 2013 |
| 7   | Một mai giã từ vũ khí (Trịnh Lâm Ngân)                                                                        | Đan Nguyên                                                                              | Liveshow ĐN Tình như mây khói (Asia)                       | 2013 |
| 8   | Túp lều lý tưởng (Hoàng Thi Thơ)                                                                              | Hà Thanh Xuân                                                                           | Liveshow HTX Tango Tím (Asia)                              | 2013 |
| 9   | Hối tiếc (Trầm Tử Thiêng)                                                                                     | Nguyễn Hồng Nhung                                                                       | Liveshow NHN Tình yêu tôi hát (Asia)                       | 2014 |
| 10  | Tình là sợi tơ (Anh Bằng)                                                                                     | Hà Thanh Xuân                                                                           | Liveshow HTX Cha Cha Cha (Asia)                            | 2015 |
| 11  | 100 phần trăm (Ngọc Sơn & Tuấn Hải)                                                                           | Đan Nguyên                                                                              | Liveshow ĐN Thương về miền Trung (Asia)                    | 2015 |
| 12  | Lúa mùa duyên thắm (Trịnh Hưng)                                                                               | Băng Tâm                                                                                | Liveshow BT Thiêng liêng tình mẹ (Asia)                    | 2016 |
| 13  | Lưu đày (Lê Minh Đảo)                                                                                         | solo                                                                                    | Những đứa con vong quốc (SBTN)                             | 2017 |
| 14  | Trả lại cho dân (Duy Quốc Nam)                                                                                | Nguyên Khang, Mai Thanh Sơn, Đoàn Phi                                                   | Những đứa con vong quốc (SBTN)                             | 2017 |
| 15  | Việt Nam niềm nhớ (Trúc Hồ & Trầm Tử Thiêng)                                                                  | Hợp ca các nghệ sĩ                                                                      | Những đứa con vong quốc (SBTN)                             | 2017 |
| 16  | Làm thơ tình em đọc (Trúc Hồ, thơ Trịnh Bửu Hoài)                                                             | Mai Thanh Sơn                                                                           | Show HTL Một thuở học trò (Motif Music Group & SBTN)       | 2017 |
| 17  | Phượng buồn (Lê Kim Khánh & Tuấn Hải)                                                                         | Hoàng Thục Linh                                                                         | Show HTL Một thuở học trò (Motif Music Group & SBTN)       | 2017 |
| 18  | Bài 20 (Trúc Sinh, lời Đặng Hiền)                                                                             | Hoàng Thục Linh, Nguyên Khang, Mai Thanh Sơn, Hoàng Kim, Đoàn Phi, Thuỳ Hương, Nhật Lâm | Show HTL Một thuở học trò (Motif Music Group & SBTN)       | 2017 |
| 19  | Người tình mùa đông (Nhạc ngoại, lời Anh Bằng) [Quốc Khanh chỉ đệm guitar]                                    | Hoàng Thục Linh                                                                         | Ấm áp mùa Giáng Sinh (SBTN)                                | 2017 |
| 20  | Hãy yêu nhau đi (Trúc Sinh, lời Lê Đức Long)                                                                  | Hoàng Thục Linh                                                                         | Ấm áp mùa Giáng Sinh (SBTN)                                | 2017 |
| 21  | Feliz Navidad (Nhạc ngoại)                                                                                    | Hợp ca tất cả nghệ sĩ                                                                   | Ấm áp mùa Giáng Sinh (SBTN)                                | 2017 |
| 22  | LK Trịnh Công Sơn: Tuổi đá buồn + Như cánh vạc bay + Còn tuổi nào cho em + Rừng xưa đã khép + Bốn mùa thay lá | Hồ Hoàng Yến, Thiên Kim, Nguyên Khang, Diễm Liên, Y Phương, Mai Thanh Sơn               | Liveshow NK Đành thôi em nhé (Dream Tet Production & SBTN) | 2017 |
| 23  | LK Tình nhạt phai (Nhạc ngoại, lời An Hoà) + Những lời dối gian (Nhạc ngoại, lời Tấn Triệu)                   | Nguyên Khang, Mai Thanh Sơn, Đoàn Phi                                                   | Liveshow NK Đành thôi em nhé (Dream Tet Production & SBTN) | 2017 |
| 24  | Đành thôi em nhé (Trúc Hồ)                                                                                    | Nguyên Khang                                                                            | Liveshow NK Đành thôi em nhé (Dream Tet Production & SBTN) | 2017 |
| 25  | Hãy cho tôi (Dino Phạm Hoàng Dũng)                                                                            | Nguyên Khang, Mai Thanh Sơn, Đoàn Phi                                                   | Liveshow NK Đành thôi em nhé (Dream Tet Production & SBTN) | 2017 |
| 26  | Tình xuân (Lê Đức Long)                                                                                       | Nguyên Khang, Mai Thanh Sơn, Đoàn Phi                                                   | Em là mùa xuân đẹp nhất (SBTN)                             | 2018 |
| 27  | Biển tình (Lam Phương)                                                                                        | Hoàng Thục Linh                                                                         | Em là mùa xuân đẹp nhất (SBTN)                             | 2018 |
| 28  | Chúc xuân (Đinh Trung Chính)                                                                                  | Nguyên Khang, Mai Thanh Sơn, Đoàn Phi                                                   | Em là mùa xuân đẹp nhất (SBTN)                             | 2018 |
| 29  | Anh không chết đâu anh (Trần Thiện Thanh)                                                                     | solo                                                                                    | Những người lính bị bỏ rơi (SBTN)                          | 2020 |
| 30  | Chân trời tím (Trần Thiện Thanh)                                                                              | Hồ Hoàng Yến                                                                            | Những ngày xưa thân ái (SBTN)                              | 2021 |